# Olivier Nusse
Olivier Nusse, né le 3 mars 1968 dans les Vosges, est un dirigeant d'entreprise français, PDG d’Universal Music France depuis le 18 février 2016. Il a dirigé le label Mercury France de 2009 à 2016 et a réalisé l’intégralité de sa carrière au sein d’Universal Music France.

## Biographie

### Famille et débuts
La famille d’Olivier Nusse produit et vend de la papeterie sous les marques Clairefontaine, créée par son grand-père, et Exacompta,.
Âgé de 15 ans, sa famille emménage à Paris et il poursuit sa scolarité au lycée Stanislas. Il rentre ensuite en sport études, formation rugby, au lycée Lakanal à Sceaux et devient Champion de France Junior avec le club Racing Club de France, puis réalise son service militaire comme lieutenant chasseur parachutiste en Ariège. Il sort diplômé de l’École Supérieure de Gestion à Paris,.
Olivier Nusse rejoint ensuite la formation du Stade français. C’est à la suite de sa rencontre avec Max Guazzini que ce dernier, alors dirigeant de NRJ, prend les rênes du club de rugby en 1992. C’est Max Guazzini qui présente Olivier Nusse à Paul-René Albertini, le PDG de Polygram France. Il décroche alors un stage en marketing au label de musique Phonogram (Polygram France) avec pour mission de vendre l’album des Dropers, le groupe de musique des joueurs du Stade français. Porté par leur titre Quand le virage se met à chanter , l'album devient disque d’or,.

### Direction de labels musicaux
De 1994 à 1998, Olivier Nusse est chef de projet à Polygram France. En 1998, il devient responsable du marketing international du label Mercury rattaché à Universal Music France. En 1999, il est placé à la tête du label ULM et participe à la découverte d’artistes comme Thomas Dutronc, Martin Solveig, Vitaa et Ben l’Oncle Soul.
En 2003, Olivier Nusse figure parmi les membres du jury de la 3ème édition de l’émission de télé-réalité musicale Popstars où il découvre M. Pokora.
En 2008, alors qu’il dirige toujours ULM, Olivier Nusse se consacre également à la création et au développement de U Think, une structure d’Universal qui vise à développer des partenariats commerciaux entre marques et artistes. Rebaptisée A&R Studios, cette agence propose des solutions de placement de produit, d’endorsement (recruter des artistes pour des campagnes de publicité) et de concerts privés, (Angèle égérie Chanel, Clara Luciani ambassadrice Gucci, Justin Bieber livestream sur le toit de l'Hôtel de Crillon...)
En mars 2009, les labels ULM et Mercury fusionnent et Olivier Nusse devient le directeur général de Mercury France, un label discographique français qui compte une cinquantaine d’artistes et qui devient le premier label du marché pendant 7 ans où Olivier Nusse découvre et développe Louane, Kendji, Stromae, Kavinsky, C2C, etc., et gère en France, des groupes ou des artistes mythiques tels que The Rolling Stones, Elton John, Taylor Swift, Ariana Grande, Justin Bieber, Lorde...
En avril 2014, Olivier Nusse étend ses fonctions pour prendre la direction de Decca Records France, le département jazz et musique classique d’Universal Music qui compte les labels Decca, ECM et Deutsche Grammophon pour la musique classique, et Blue Note, Verve, EmArcy et Impulse! pour le jazz (Gregory Porter, Melody Gardot, Diana Krall, Lang Lang, Hélène Grimaud...)

### Présidence d’Universal Music France
Le 18 février 2016, Olivier Nusse succède à Pascal Nègre à la présidence d’Universal Music France et du Publishing d'Universal Music France, se retrouvant à la tête d’une entreprise leader du marché sur le secteur de la production musicale en France.
Olivier Nusse s’est fixé comme objectif de faire d’Universal une «maison au service des artistes» et plus seulement une «maison de disques» notamment en poursuivant la transformation digitale d’Universal Music (leader sur la musique urbaine avec Damso, Nekfeu, Booba, Niska, Bigflo et Oli, Soolking...), et en optimisant les possibilités et les propositions de services étoffées pour les artistes.
Courant 2016, il lance chez Universal Music France, Initial Artist Services (IAS), un incubateur d’artistes qui leur offre une large gamme de services (production, édition, live) aujourd'hui rebaptisé Romance Musique (Clara Luciani, Angèle, Eddy de Pretto, Lujipeka, Juliette Armanet...). 
Olivier Nusse, après avoir vendu cinq millions du deuxième album de Stromae, le ressigne en 2021 et lance mondialement son troisième album Multitude.
En 2021, il développe la nouvelle structure internationale Virgin, dédiée à la distribution d'artistes et labels indépendants depuis la France. (Zaho de Sagazan, Feu Chatterton, Grands Corps Malade, November Ultra, Polo and Pan...)
Olivier Nusse crée l'activité de production de concerts avec la structure Vertigo au service de tous les labels d'Universal Music France. Il supervise également Universal Music Africa.

## Autres fonctions
- Président du bureau export de la musique française (2013-2014)
- Président du Syndicat national de l'édition phonographique (2018-2020) puis vice-président (depuis septembre 2020)
- Président de la SCPP (depuis novembre 2020)

## Décoration
- Chevalier de l'ordre des Arts et des Lettres (2018)[11].

## Artistes découverts
Au cours de sa carrière, Olivier Nusse a découvert et/ou a produit les artistes suivants :
- Biglo et Oli ;
- Stromae ;
- Thomas Dutronc ;
- Louane ;
- Kendji Girac ;
- Angèle ;
- Clara Luciani ;
- Juliette Armanet ;
- Nolwenn Leroy ;
- Eddy de Pretto ;
- M. Pokora ;
- Vitaa ;
- Ben l'Oncle Soul ;
- Maes ;
- C2C ;
- Dadju ;
- Damso ;
- Slimane ;
- Kungs ;
- Pomme ;
- Yodelice ;
- Benjamin Biolay
- Zaho de Sagazan
- Mika
- Soolking
- Calogero
- Etienne Daho
- Marc Lavoine
- Bernard Lavilliers
- Polo and Pan
- November Ultra
- Grands Corps Malade
- Pomme

## Vie privée
Olivier Nusse est marié à Catherine Naubron-Nusse et est père de trois enfants.